# Conacul Banffy din Turea

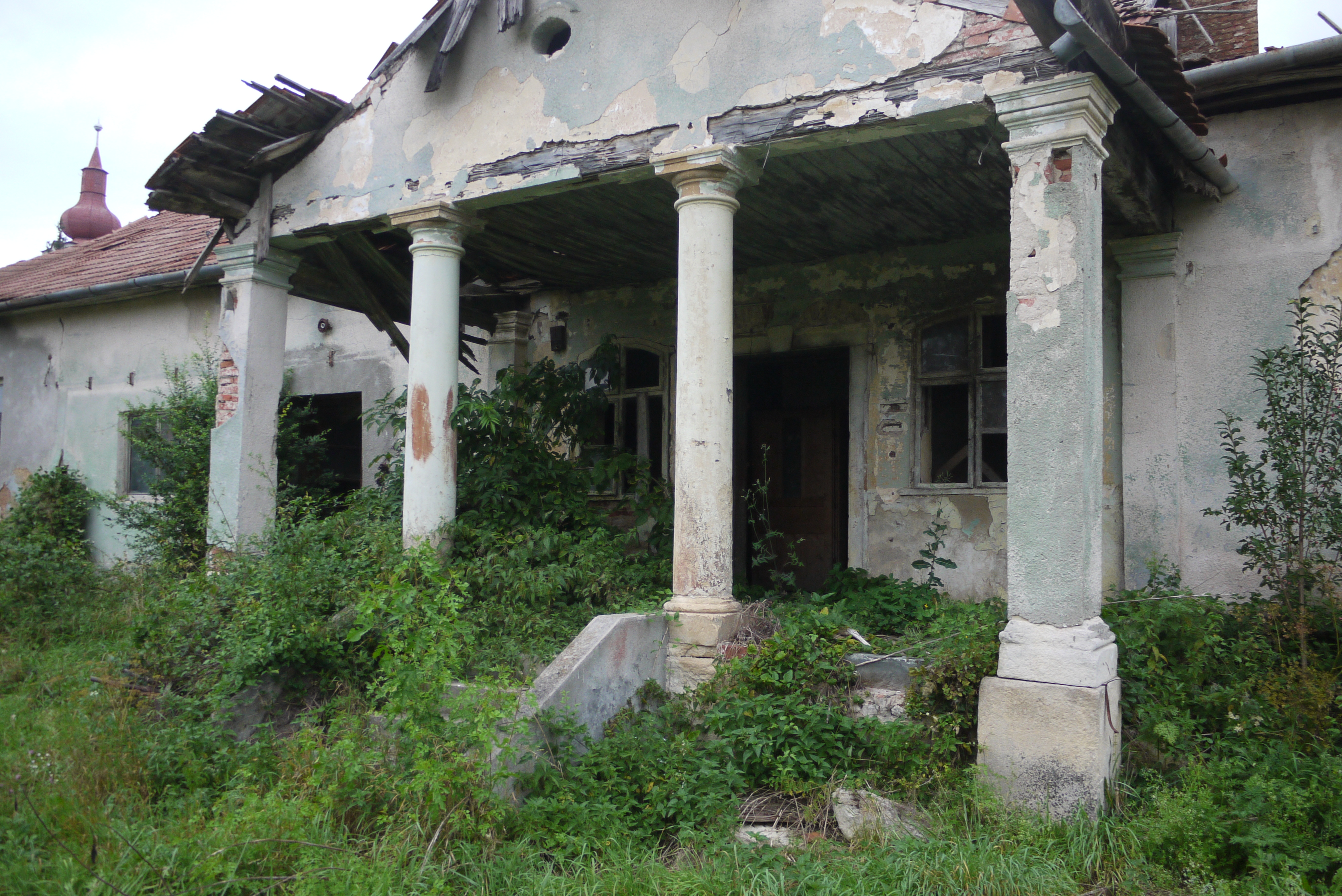
Ruinele conacului Banffy din Turea

Conacul Banffy din Turea, județul Cluj este înscris pe lista monumentelor istorice din județul Cluj elaborată de Ministerul Culturii și Patrimoniului Național din România în anul 2010, cu cod LMI CJ-II-m-B-07802.
A fost construit în secolul al XVII-lea. 